# Anders Svenson i Edum
Anders Svenson (i riksdagen kallad Svenson i Edum), född 2 september 1837 i Larvs församling i Skaraborgs län, död 28 juni 1930 (ålderdomssvaghet) i Larvs församling, var en svensk lantbrukare och riksdagsman.
Svenson var lantbrukare i Edum i Larvs församling samt ledamot av Sveriges riksdags andra kammare 1878–1881 och 1885–1893, invald i Åse, Viste, Barne och Laske domsagas valkrets. I riksdagen anslöt han sig till Lantmannapartiet. Han var ledamot i bankoutskottet 1888–1890 och blev landstingsman 1894. I riksdagen skrev han nio egna motioner bl.a. om ändringar i konkurslagen och om avgiftslindring för kronoarrendatorer.